# Callisia ornata
Callisia ornata är en himmelsblomsväxtart som först beskrevs av John Kunkel Small, och fick sitt nu gällande namn av Gordon C. Tucker. Callisia ornata ingår i släktet sköldpaddstuvor, och familjen himmelsblomsväxter. Inga underarter finns listade.

## Bildgalleri

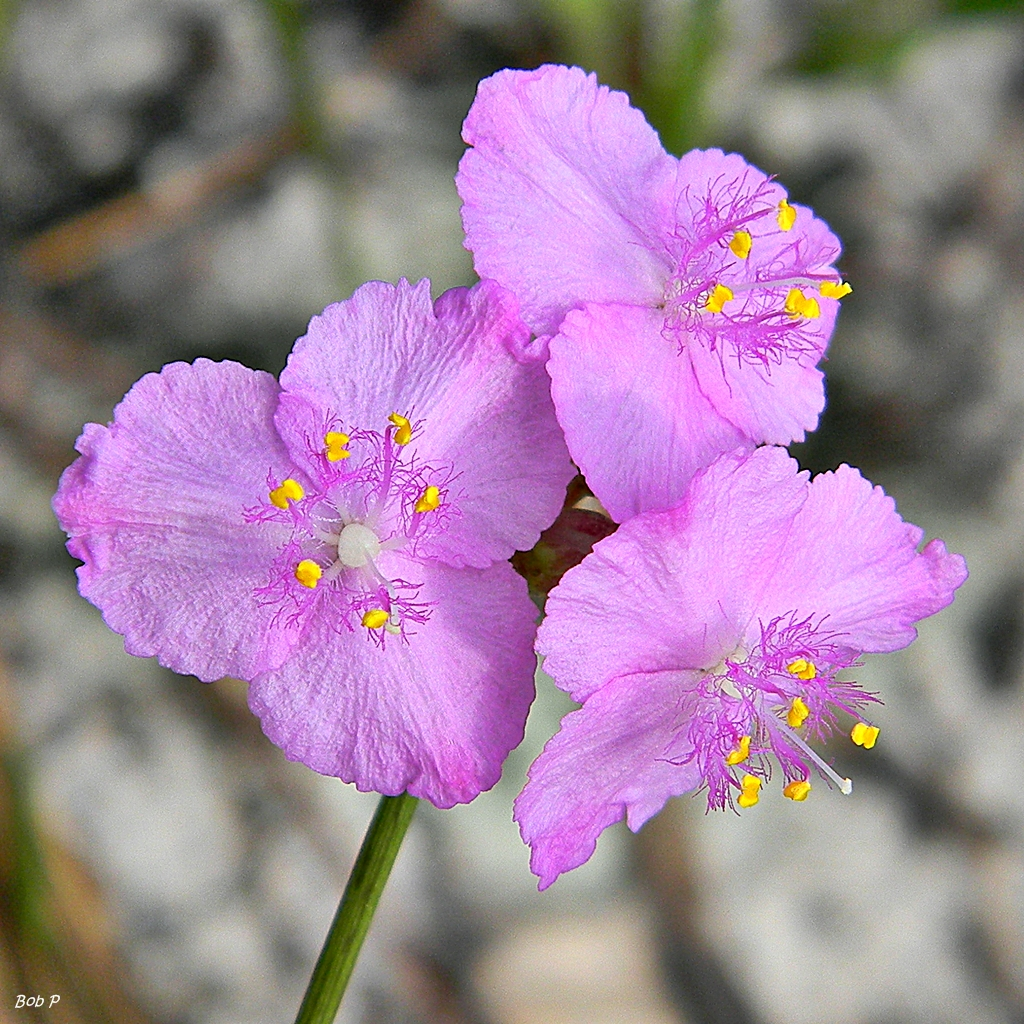
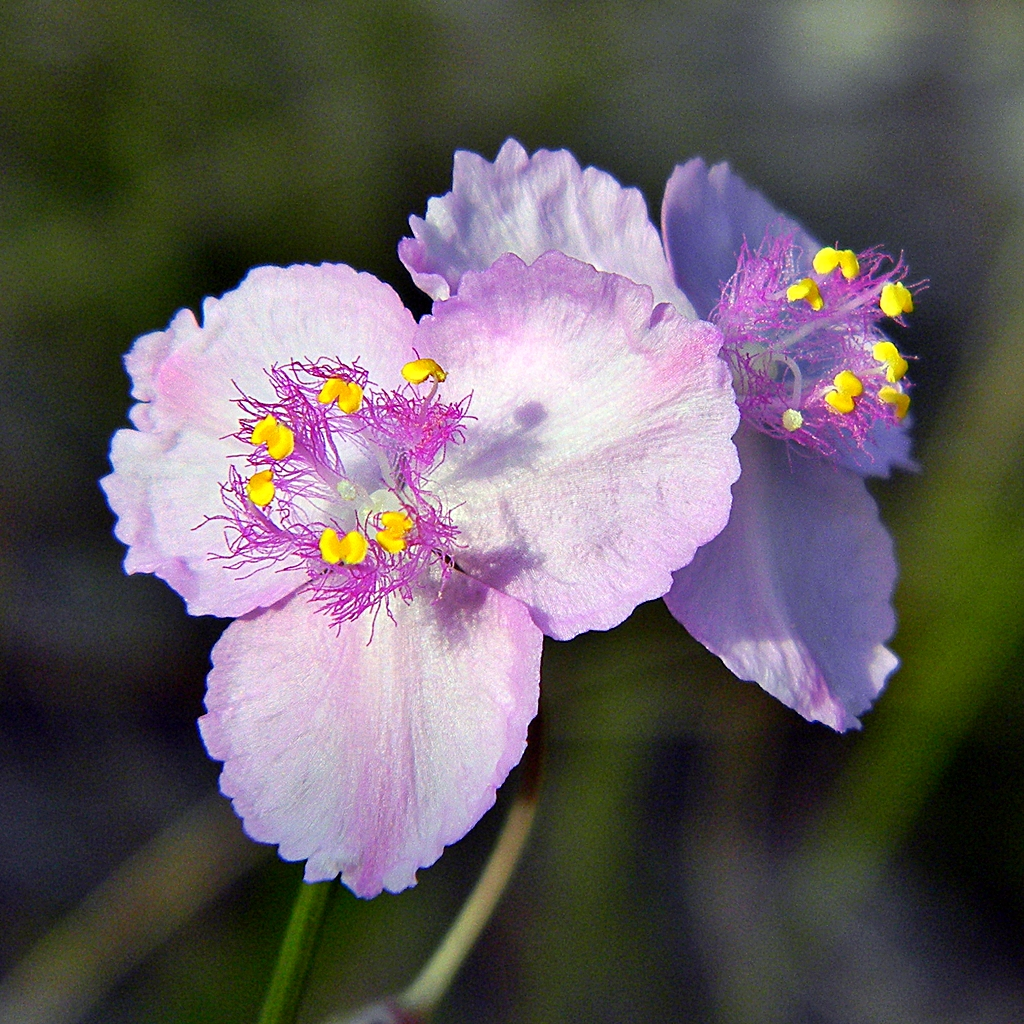
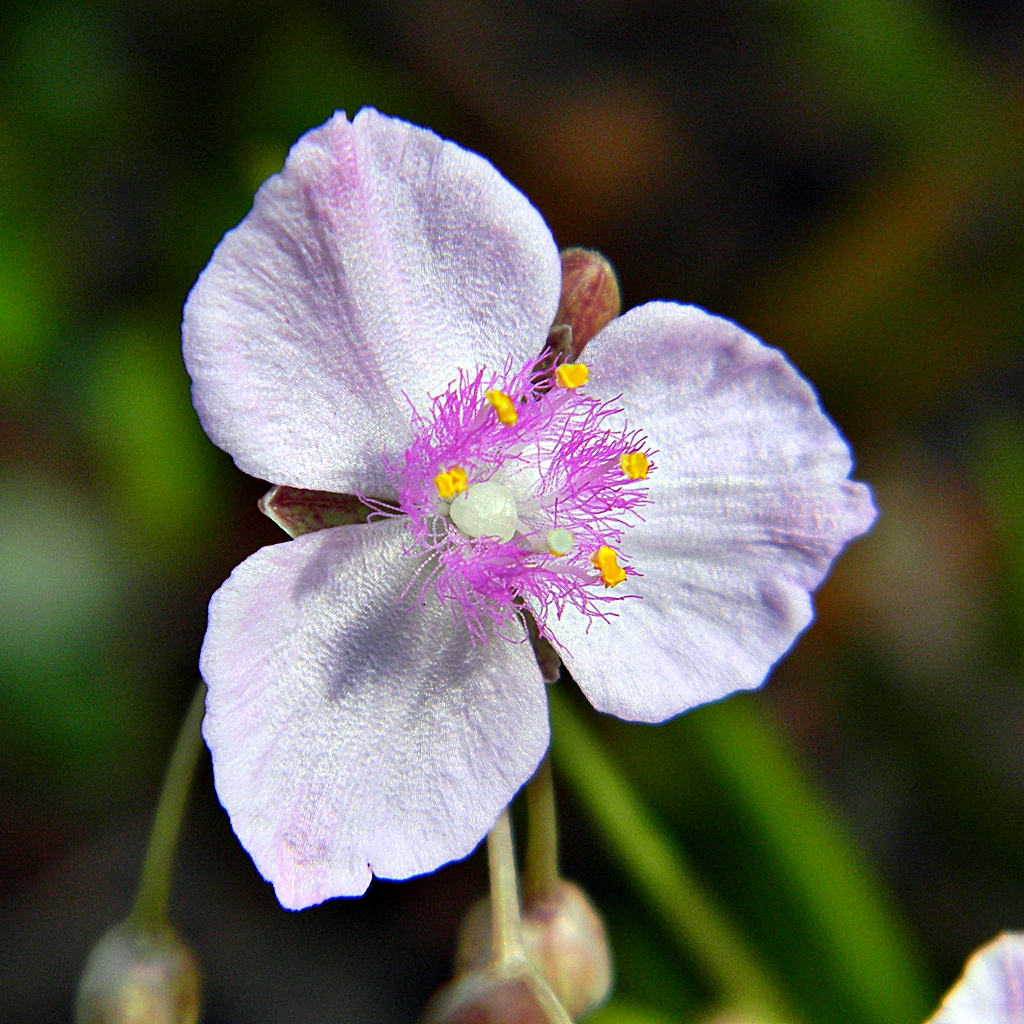
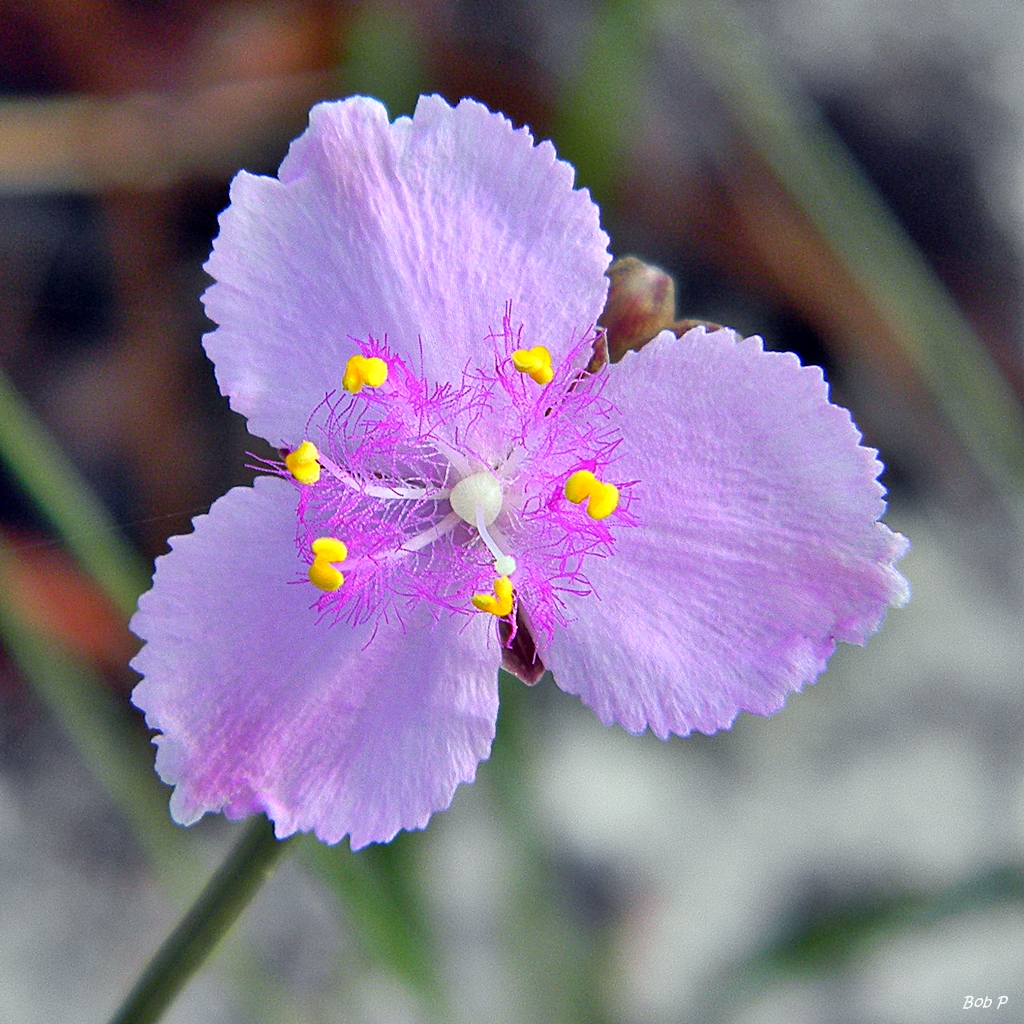